# Blepisanis indica
Blepisanis indica är en skalbaggsart som först beskrevs av Stefan von Breuning 1951.  Blepisanis indica ingår i släktet Blepisanis och familjen långhorningar. Inga underarter finns listade.